# Calumia eilperinae
Calumia eilperinae is een straalvinnige vissensoort uit de familie van de slaapgrondels (Eleotridae). De wetenschappelijke naam van de soort is voor het eerst geldig gepubliceerd in 2010 door Allen & Erdmann.